# 토리노 지하철
토리노 지하철(Metropolitana di Torino)은 이탈리아 토리노에서 운행되는 VAL 기반의 도시 철도 체계이다. 토리노 시가 관리하는 공기업인 그루포 토리네세 트라스포르티 (GTT)가 운영한다. 토리노 지하철은 콜레뇨에 있는 페르미 역과 토리노에 있는 복합 중심지인 린고토를 연결하는 21개 역, 13.2km 길이의 노선 하나로 구성되어 있다.

## 역사

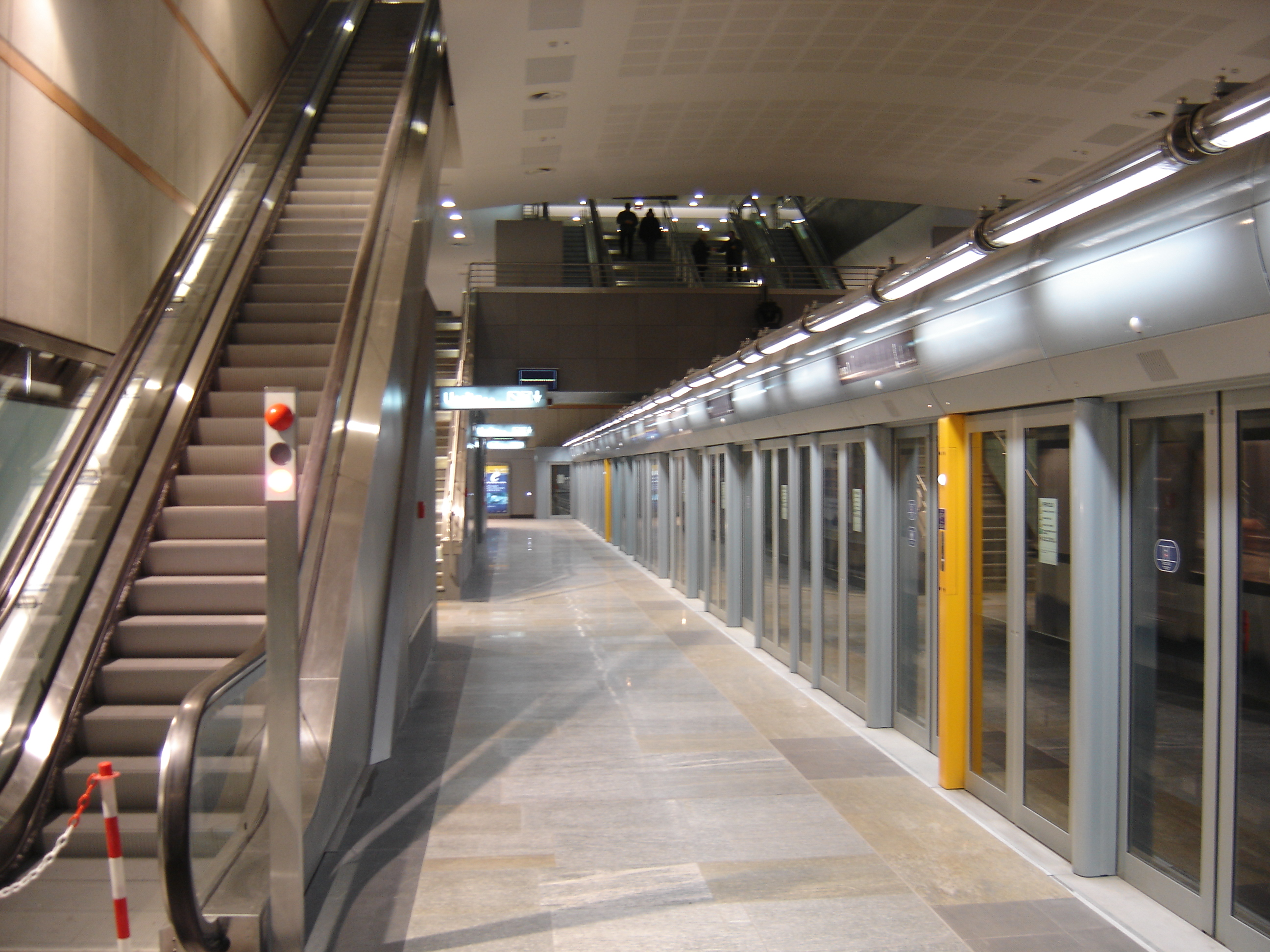
2006년 동계 올림픽이 열리던 기간의 페르미 역의 모습.

토리노 지하철의 역사는 첫번째 지하철 계획이 제안되던 1930년대부터 시작된다. 하지만 첫번째 지하터널의 일부만 지어졌고 진행되던 계획은 무산되었다. 오늘날 이 터널은 지하 주차장의 일부이다.
1960년대에 토리노 지하철 체계의 개발을 맡은 새로운 회사가 설립되었다. 시 중심부 아래에 지을 7km 길이의 지하 노선, 그 다음엔 피아트 공장과 그 주변 지역을 잇는 노선을 위한 몇몇 계획과 타당성 조사가 이루어졌지만 결국에는 모든 계획이 중단되었다.
1980년대 중반에는 다섯 개의 고속 트램 노선망을 동시에 짓는 새로운 계획안이 승인되었다. 그러나 계획된 3호선만이 원래 계획안을 따라 지어졌고, 다른 노선들은 결국 전용 차선이 없는 일반 트램 노선이나 버스 노선으로 지어졌다.
1995년, 토리노의 서쪽 경계에 있는 캄포 볼로 역에서부터 토리노의 중앙역인 포르타 누오바까지 이어지는 노선을 짓는다는 새로운 계획이 승인되었다.이 계획은 재원 부족으로 인해 연기되었다.
1999년 4월에 VAL 시스템을 기반으로 하고 린고토까지 경로를 늘리면서 지하철 노선 계획이 다시 진행되었다. 노선 공사는 2006년 동계 올림픽의 공사 중 일부로 2000년 12월 19일에 시작되었다. 페르미 역에서 XVII 디쳄브레까지 첫번째 구간은 2006년 2월 4일에 개통되었고 남쪽으로 포르타 누오바까지 이어지는 두번째 구간은 2007년 10월 5일에 개통되었다. 포르타 수사 역은 이후 2011년 9월 9일에 문을 열었다. 남쪽으로 린고토 역까지 향하는 노선의 마지막 구간은 2011년 3월 6일에 개통되었다.

### 연대표
| 구간  | 개통날짜        | 경로                           |
| ----- | --------------- | ------------------------------ |
| 1단계 | 2006년 2월 4일  | 페르미 - XVIII 디쳄브레        |
| 2단계 | 2007년 10월 5일 | XVIII 디쳄브레 - 포르타 누오바 |
| 3단계 | 2011년 3월 6일  | 포르타 누오바 - 린고토         |

## 노선
| 노선  | 구간            | 개통날짜       | 최근 연장      | 길이   | 역 수 |
| ----- | --------------- | -------------- | -------------- | ------ | ----- |
| 1호선 | 페르미 - 린고토 | 2006년 2월 4일 | 2011년 3월 6일 | 13.2km | 21개  |

## 시설

### 승차권
1인 여행 승차권 가격은 €1.50이며, 토리노 내의 다른 대중교통을 이용하는 무제한 여행을 위해서는 지하철 밖에서도 90분 간 유효하다.
또한 모든 종류의 시내 교통 정기 승차권은 지하철에서도 유효하다.

### 운행 시간
토리노 지하철은 월요일부터 토요일까지는 오전 5시 30분, 일요일에는 오전 7시에 운행을 시작한다. 월요일에는 밤 10시, 화요일부터 목요일까지는 밤 12시 30분, 금요일과 토요일에는 새벽 1시 30분, 일요일에는 새벽 1시에 문을 닫는다.

## 계획

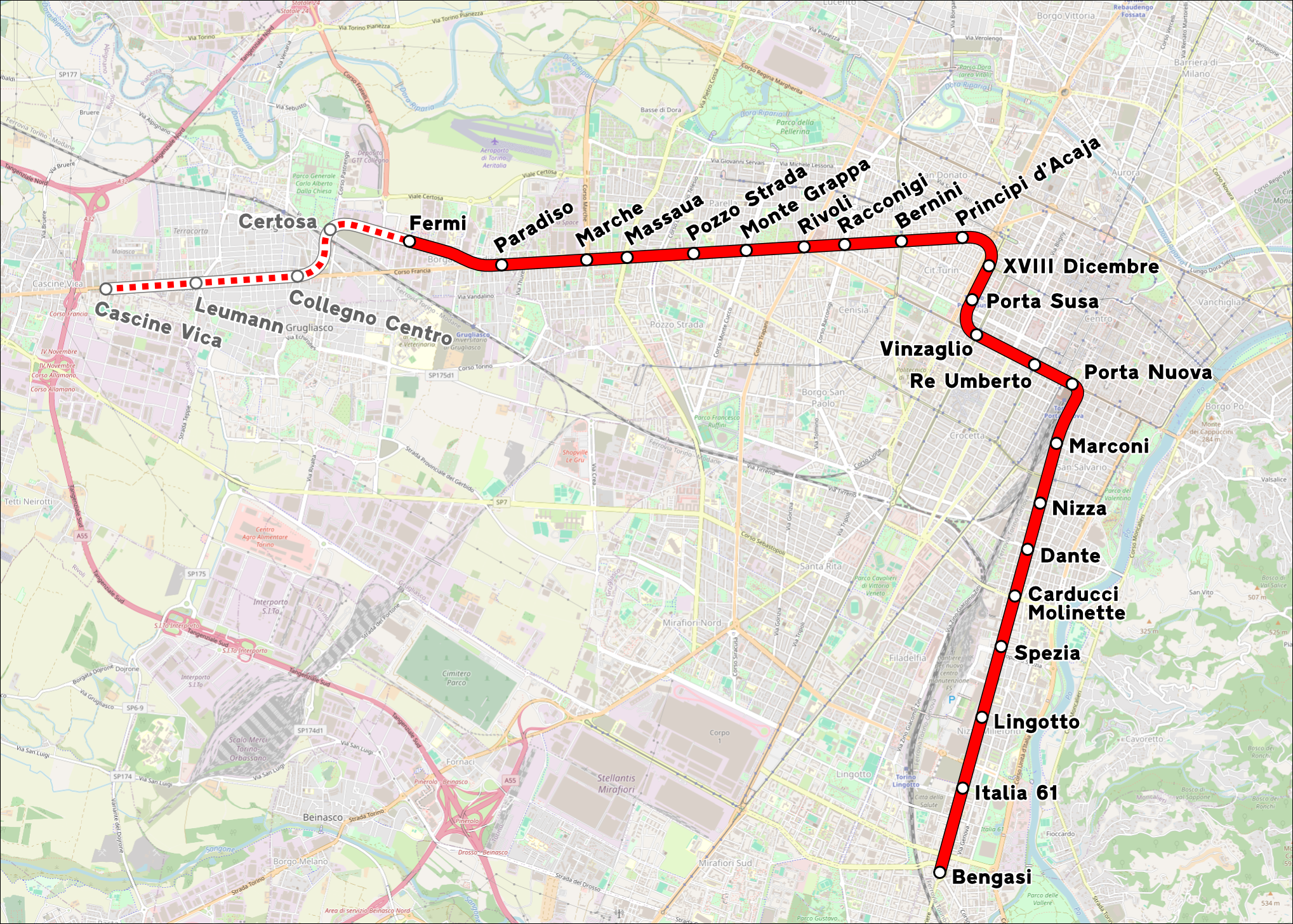
연장 계획 구간이 그려진 토리노 지하철 노선도

### 1호선
1호선은 피아자 벤가시 아래로 토리노 시 남부 경계까지 닿도록 두 개의 역이 추가로 계획되어 있다.이 남부 연장 구간의 건설은 2018년 하순 이후에 완료될 전망이다.
콜레뇨 시의 경계와 리볼리 시의 카시네 비카 (Cascine Vica) 지구까지 닿는 서쪽 연장 구간이 계획되어 있다. 이 계획은 4개의 역을 추가로 신설하는 것으로 구성되며, 그 중에는 콜레뇨 시의 중앙 철도역과 환승역이 될 예정인 콜레뇨 FS 역도 포함되어 있다.

### 2호선
두번째 노선은 현재 계획중이며, 토리노 남부 및 서부 교외의 도시 (오르바사노와 베이나스코)와 북부의 바리에라 디 밀라노 지구 (Barriera di Milano)를 연결할 예정이다. 처음 26개 역은 거의 정해졌는데, 미라피오리 수드 지구에서 시작하여 바리에라 디 밀라노까지 이어지고 포르타 누오바 역에서 1호선과 만나며, 토리노 시의 주요 중심지인 폴리테크니코 디 토리노 대학교와 피아자 카스텔로 등의 주요 지점을 운행한다.
남쪽에 있는 철로의 일부 (피아자 카타네오에서 치미테로 수드까지)가 2호선 건설 비용을 줄이기 위해 개선될 예정이다. 반킬리아에서 레바우덴고까지의 북쪽 구간에서 2호선은 오래되고 폐역된 스칼로 반킬리아 역에서 토리노 중앙역까지 연결하던 오래된 철로 (현재는 폐선)를 사용할 예정이다.
베이나스코와 오르바사노 교외를 지나가고 리발타디토리노 시에 있는 종착역인 파스타 디 리발타 역에 닿는 4개 역 연장이 계획되어 있다.
| 토리노 지하철 2호선의 계획된 역 |
| --- |
| - 파스타 디 리발타 Pasta di Rivalta - 오르바사노 첸트로 Orbassano Centro - 베이나스코 첸트로 Beinasco Centro - 포르나치 Fornaci - 치미테로 파르코 Cimitero Parco - 피아트 미라피오리 Fiat Mirafiori - 카타네오 Cattaneo - 오메로 Omero - 피타고라 Pitagora - 파르코 리뇬 Parco Rignon - 산타 리타 Santa Rita - 제시 Gessi - 라르고 오르바사노 - 차파타 FS Largo Orbassano - Zappata FS - 카보토 Caboto - 폴리테니코 디 토리노 Politecnico di Torino - 스타티 우니티 Stati Uniti - 포르타 누오바 Porta Nuova - 1호선 환승 - 솔페리노 Solferino - 카스텔로 Castello - 레지나 마르게리타 Regina Margherita - 베로나 Verona - 노바라 Novara - 레조 파르코 Regio Parco - 차넬라 Zanella - 타바키 Tabacchi - 케루비니 Cherubini - 파이시엘로 Paisiello - 줄리오 체사레 Giulio Cesare - 베르첼리Vercelli - 레바우덴고 FS Rebaudengo FS |

## 같이 보기
- 토리노의 트램
- 도시 철도 목록
- 교외 및 통근 철도 목록
- 토리노 광역 철도